# Fruela II av León
Fruela II av León, kallad el Leproso, ”den spetälske” (circa 874–925), var kung av Asturien, underordnad kungen av León, mellan 910 och 924 och kung av León från 924 till sin död. Han var den tredje sonen till Alfons III, kung av Asturien, och hans hustru, drottning Jimena.
Fruela II var bror till kungarna García I och Ordoño II och farbror till kungarna Sancho Ordóñez,  Alfonso&nbsp ;IV och Ramiro II.

## Biografi
Fruela II var den tredje av sönerna till Alfonso III av Asturien och hans hustru, drottning Jimena av Pamplona. Hans namn förekommer för första gången i leonesisk dokumentation från år 886.
Av okänd anledning gjorde Alfonso III:s söner uppror mot sin far år 909. Även om infant García, Fruelas bror, tillfångatogs och fängslades i slottet Gauzón, tvingades Alfonso III ett år senare abdikera för sina söner och dela sitt rike mellan dem. Kungariket León tillföll den förstfödde sonen, infant García, Asturien tillföll infant Fruela och Galicien tillföll infant Ordoño, båda yngre bröder till García. Alfonso III dog i staden Zamora den 20 december 910.